# Василюк, Валентина Фёдоровна
Валентина Фёдоровна Василюк (22 февраля 1929 — 8 августа 2007) — передовик советского сельского хозяйства, доярка колхоза «Украина» Городокского района Хмельницкой области, Герой Социалистического Труда (1973).

## Биография
Родилась в 1929 году в селе Кременная Городокского района Хмельницкой области в украинской семье. В этом же селе окончила школу.
С 1944 года стала трудиться в полеводческой бригаде. В 1952 году перешла работать на ферму дояркой колхоза "Украина". Сначала в её группе было 15 коров, затем число выросло до 28. В среднем за год от одной коровы получала 5924 литра молока.
Указом Президиума Верховного Совета СССР от 6 сентября 1973 года за получение высоких показателей в животноводстве Валентине Фёдоровне Василюк было присвоено звание Героя Социалистического Труда с вручением ордена Ленина и медали «Серп и Молот».
В дальнейшем вышла на заслуженный отдых.
Жила в родном селе Кременная. Умерла 8 августа 2007 года, похоронена на сельском кладбище.

## Награды
За трудовые успехи был удостоен:
- золотая звезда «Серп и Молот» (06.09.1973)
- орден Ленина (06.09.1973)
- другие медали.